# Wim De Coninck
Willem Aloïs Elodie De Coninck (ur. 23 listopada 1959 w Deinze) – były belgijski piłkarz występujący na pozycji bramkarza.

## Kariera klubowa
De Coninck zawodową karierę rozpoczynał w klubie w 1975 roku w klubie KSV Waregem. W 1987 roku trafił do Royal Antwerp. W 1992 roku zdobył z klubem Puchar Belgii, po pokonaniu w jego finale po rzutach karnych KV Mechelen. W 1993 roku dotarł z zespołem do finału Pucharu Zdobywców Pucharów, jednak Royal przegrał tam 1:3 z Parmą. W tym samym roku odszedł do KAA Gent. W 1996 roku został graczem Anderlechtu, a w 1999 Eendrachtu Aalst, gdzie w 2000 roku zakończył karierę. Po zakończeniu kariery przez rok był trenerem Royalu Antwerp.

## Kariera reprezentacyjna
W 1984 roku De Coninck został powołany do kadry Belgii na Mistrzostwa Europy. Nie zagrał na nich ani razu. W drużynie narodowej nigdy nie zadebiutował.